# Sida hatschbachii
Sida hatschbachii är en malvaväxtart som beskrevs av Antonio Krapovickas. Sida hatschbachii ingår i släktet sammetsmalvor, och familjen malvaväxter. Inga underarter finns listade i Catalogue of Life.